# Biserica Înălțarea Domnului din Iclod

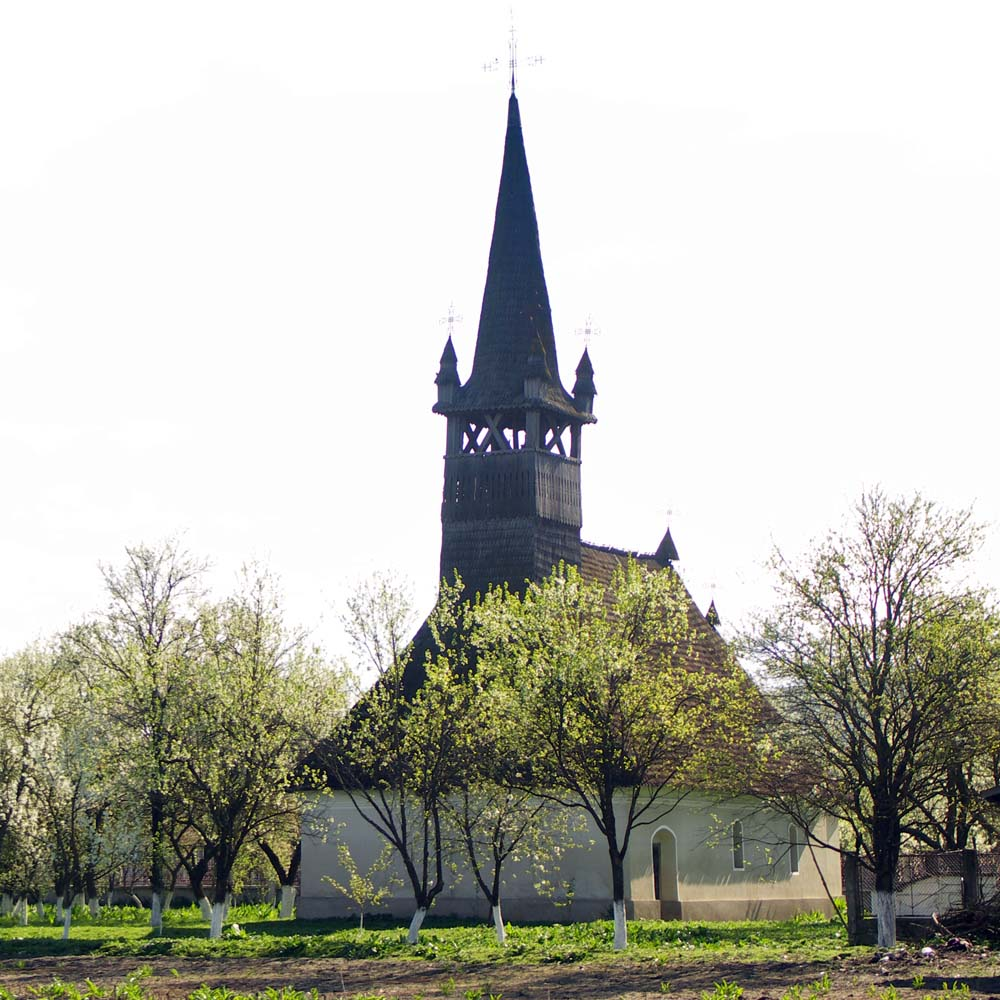
Biserica veche din Iclod, 2008

Nava bisericii, spre altar, 2008

Biserica Înălțarea Domnului din Iclod se află în localitatea omonimă din județul Cluj, la numărul 388. Biserica a fost ridicată în 1791 și este un exemplu reprezentativ de trecere de la biserica de lemn la cea de zid, după modelul tradițional. Biserica se află pe noua listă a monumentelor istorice sub codul LMI:  CJ-II-m-B-07684.
În anul 2004 a fost restituită prin sentință judecătorească Bisericii Române Unite cu Roma.

## Imagini

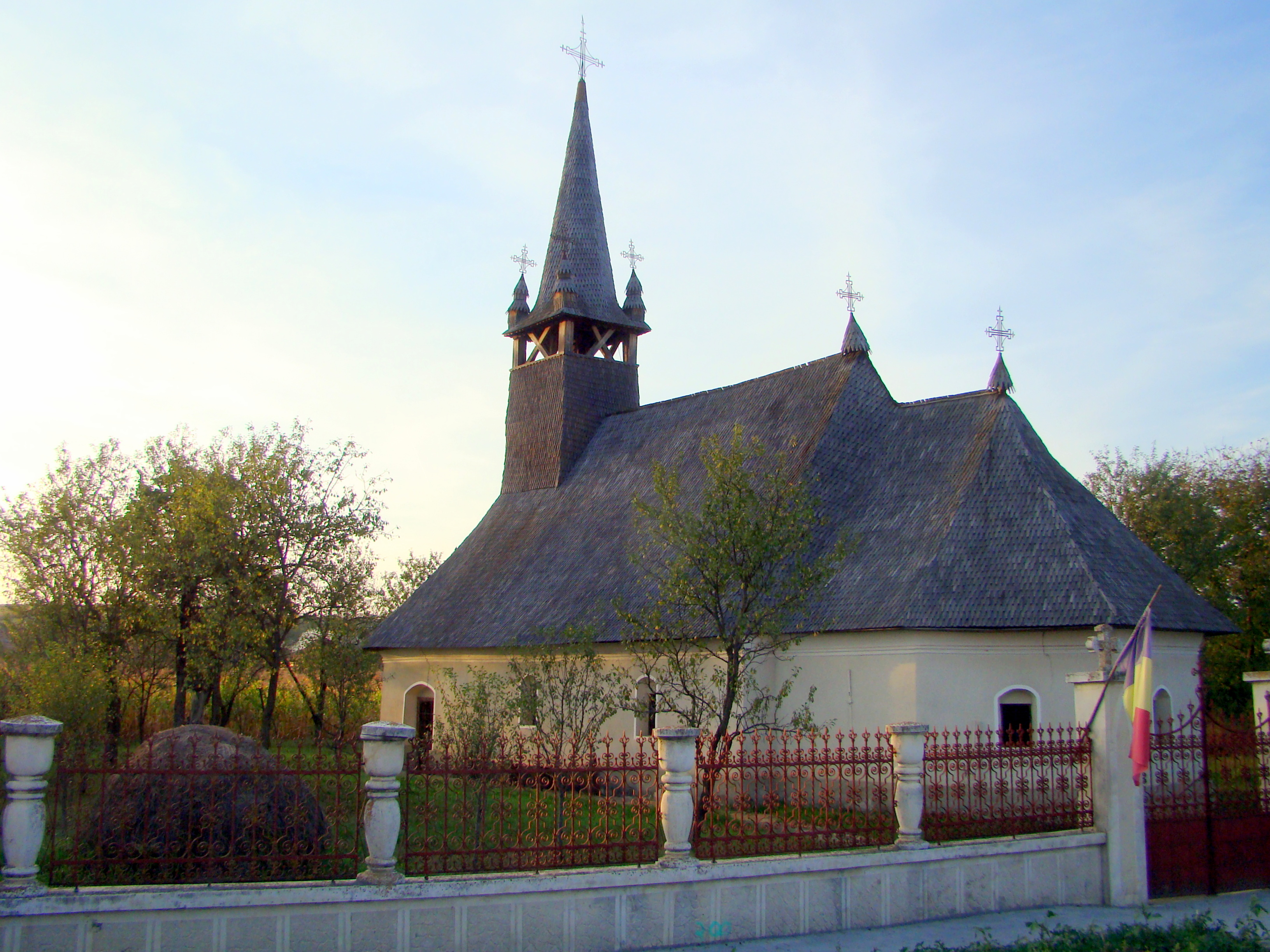
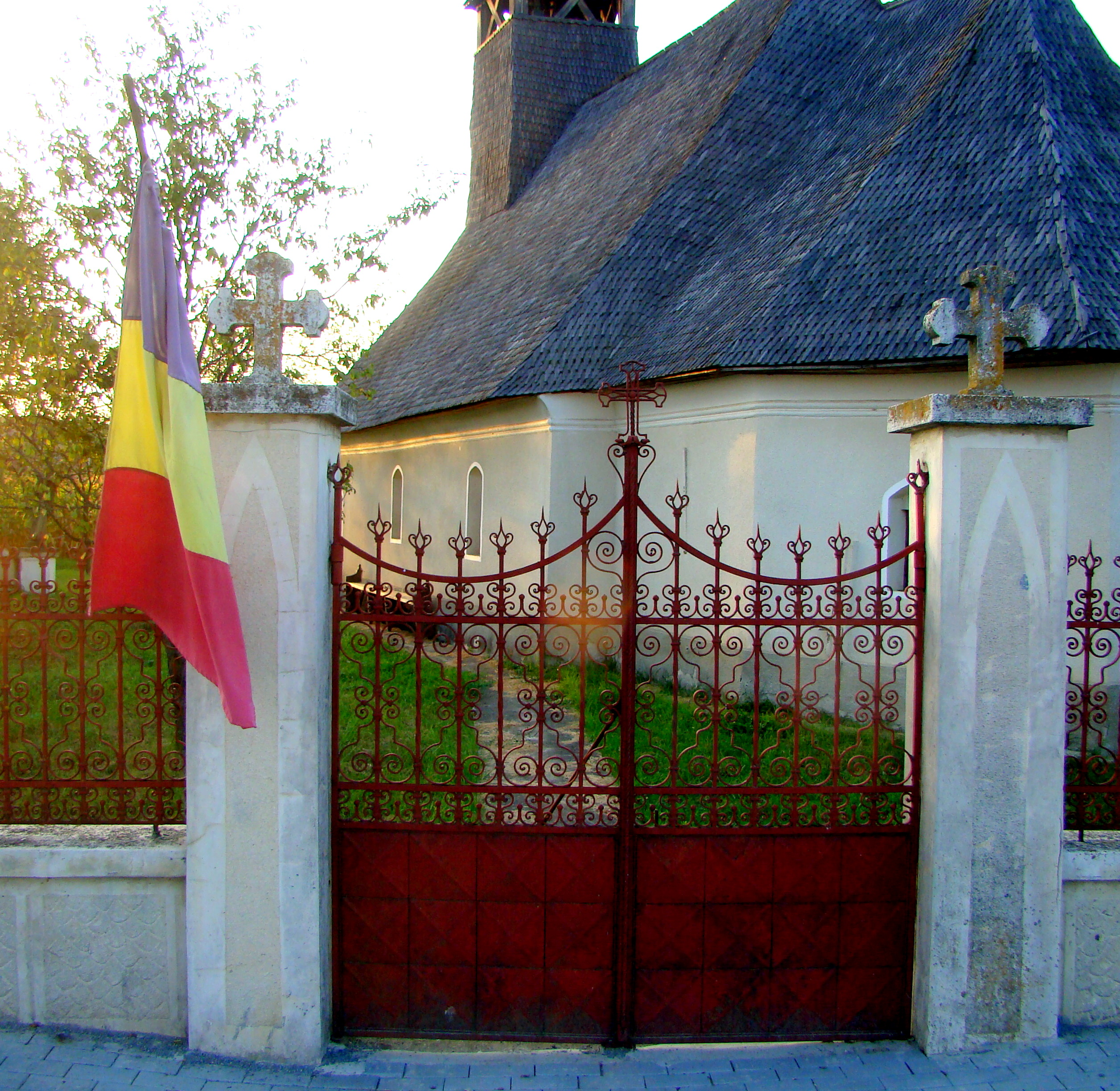
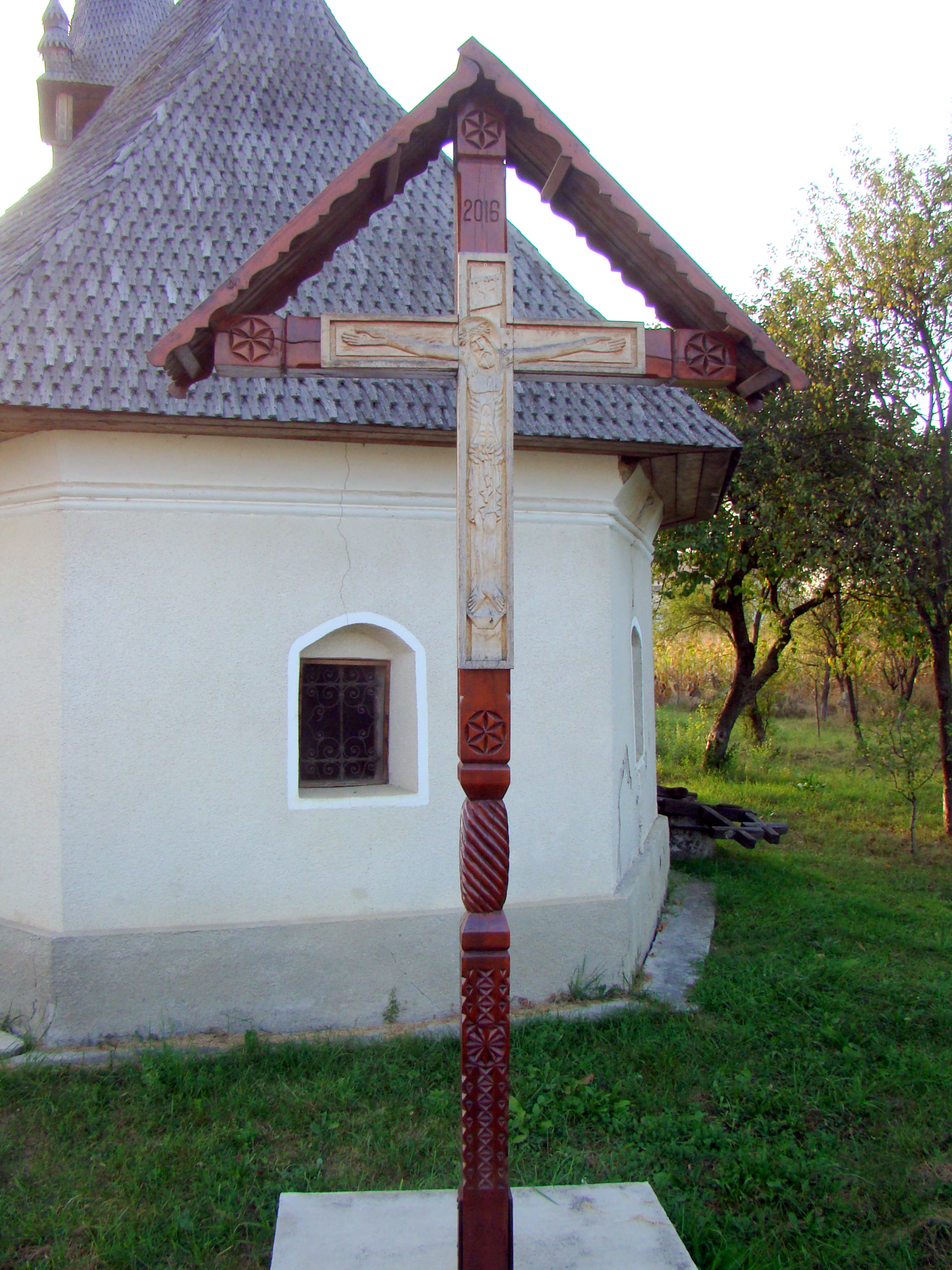
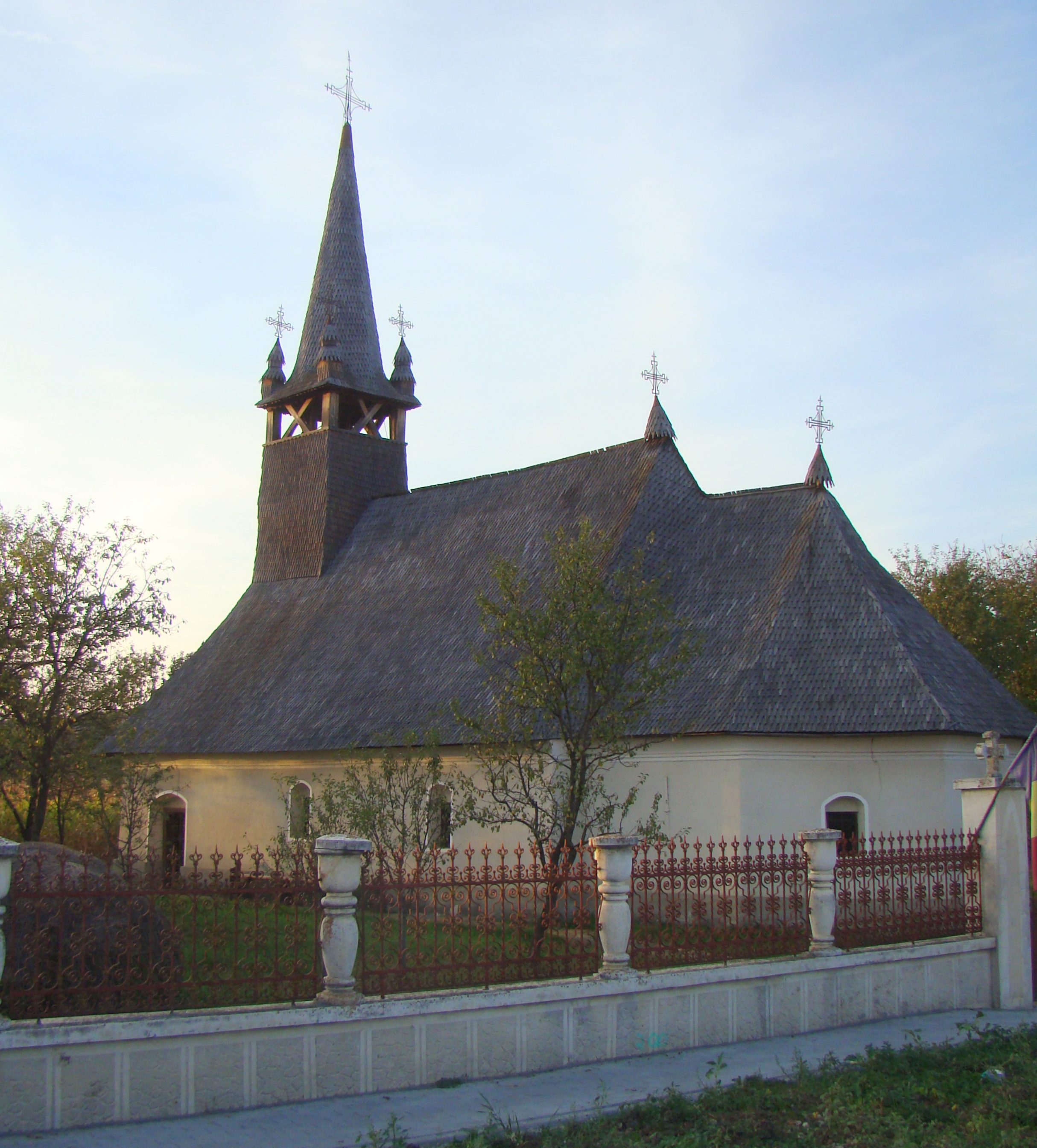